# Беата Шидло
Беа̀та Ма̀рия Шѝдло, с моминско име Кушѝнска (на полски: Beata Maria Szydło) е полски етнограф и политик.
От 2005 година депутат в Сейма V, VI, VII и VIII мандат, от 2010 година заместник-председател на политическата партия Право и справедливост, в периода 2015 – 2017 година министър-председател на Полша, от 2017 година вицепремиер и ръководител на Социалния комитет на Министерски съвет.

## Биография
Родена е на 15 април 1963 г. в Ошвенчим, Югоизточна Полша. През 1987 г. се дипломира с магистърска степен по етнография от „Философско-историческия факултет“ на Ягелонския университет в Краков, където е докторант в периода 1989 – 1995 г. През 1997 г. придобива следдипломна квалификация в сферата на културен мениджмънт, а през 2001 – в областта на регионалното самоуправление в ЕС. През 2004 г. е стипендиант на Държавния департамент на САЩ в рамките на проекта „International visitors“.
В периода 1997 – 1998 е директор на културния център в Бжешче, а през 1998 г. е избрана за кмет на община Бжешче. В периода 1998 – 2002 е общински съветник в община Освиенцим.
От 2005 г. е член на Право и справедливост. Народен представител в четири поредни мандата на Полския Сейм от 2005 г. Член на Икономическата комисия и Комисията за регионална политика. Участва в разработването на проекти, свързани със закона за данъчното облагане, както и в подготовката на Национална програма за трудовата заетост. През 2010 г. е избрана за заместник-председател на Право и справедливост. По време на президентските избори през 2015 г. е шеф на предизборния щаб на Анджей Дуда.